# ماريك دابروفسكي
ماريك دابروفسكي (بالبولندية: Marek Dąbrowski)‏ هو مبارز بالسيف بولندي، ولد في 28 نوفمبر 1949 في غليفيتسه في بولندا.

## وصلات خارجية
- ماريك دابروفسكي على موقع أوليمبيديا (الإنجليزية)
- ماريك دابروفسكي على موقع اللجنة الأولمبية البولندية (مؤرشف) (البولندية)